# Maine Red Claws 2017-2018
La stagione 2017-18 dei Maine Red Claws fu la 9ª nella NBA D-League per la franchigia.
I Maine Red Claws arrivarono quarti nell'Atlantic Division con un record di 17-33, non qualificandosi per i play-off.

## Roster
| N° | Naz.                   | Ruolo | Sportivo           | Anno | Alt. | Peso |
| -- | ---------------------- | ----- | ------------------ | ---- | ---- | ---- |
| 2  | Stati Uniti (bandiera) | G     | L.J. Peak          | 1996 | 196  | 98   |
| 3  | Stati Uniti (bandiera) | G     | Daniel Dixon       | 1994 | 198  | 95   |
| 4  | Stati Uniti (bandiera) | G     | Daniel Dingle      | 1994 | 201  | 104  |
| 5  | Stati Uniti (bandiera) | G     | Kadeem Allen       | 1993 | 191  | 91   |
| 7  | Stati Uniti (bandiera) | G     | Trey Davis         | 1993 | 183  | 82   |
| 10 | Stati Uniti (bandiera) | A     | Jonathan Holmes    | 1992 | 206  | 110  |
| 11 | Stati Uniti (bandiera) | G     | Jerome Seagears    | 1992 | 185  | 82   |
| 12 | Stati Uniti (bandiera) | G     | Drew Barham        | 1989 | 198  | 86   |
| 14 | Egitto (bandiera)      | A     | Abdel Nader        | 1993 | 203  | 102  |
| 15 | Stati Uniti (bandiera) | AC    | Daniel Ochefu      | 1993 | 208  | 109  |
| 20 | Stati Uniti (bandiera) | A     | Josh Adeyeye       | 1993 | 196  | 100  |
| 21 | Stati Uniti (bandiera) | A     | Vitto Brown        | 1995 | 203  | 107  |
| 21 | Stati Uniti (bandiera) | A     | DeAndre Daniels    | 1992 | 206  | 89   |
| 23 | Stati Uniti (bandiera) | G     | Jabari Bird        | 1994 | 198  | 91   |
| 24 | Canada (bandiera)      | A     | Anthony Bennett    | 1993 | 203  | 111  |
| 24 | Stati Uniti (bandiera) | A     | Andrew White       | 1993 | 201  | 95   |
| 30 | Stati Uniti (bandiera) | C     | Damonte Dodd       | 1994 | 211  | 112  |
| 41 | Stati Uniti (bandiera) | A     | Devin Williams     | 1994 | 206  | 116  |
| 42 | Francia (bandiera)     | A     | Guerschon Yabusele | 1995 | 203  | 120  |
|    | Stati Uniti (bandiera) | GA    | Lamond Murray      | 1994 | 196  | 91   |
|    | Stati Uniti (bandiera) | G     | Leron Barnes       | 1993 | 198  | 88   |

## Staff tecnico
- Allenatore: Brandon Bailey
- Vice-allenatori: Alex Barlow, Evan Bradds, Allen Deep, Henry Domercant, Nick Friedman, Allen Harris, Brooks Sales, Pierre Sully